# Gewone pantserjuffer
De gewone pantserjuffer (Lestes sponsa) is een 3,5 tot 3,9 cm grote Europese libel uit de groep van de pantserjuffers die ook in België en Nederland nog algemeen voorkomt. De soort komt voor in vegetatierijke stilstaande wateren. De wetenschappelijke naam van de soort werd in 1823 als Agrion sponsa gepubliceerd door Johann Wilhelm Adolf Hansemann.

## Beschrijving
De gewone pantserjuffer heeft alle kenmerken van de familie. Het lichaam is donker- tot kopergroen met een opvallende metaalglans. Het pterostigma is zo lang als twee onderliggende cellen en donkerbruin. Volwassen mannetjes hebben een blauwe verkleuring (berijping) op de eerste twee en laatste twee achterlijfssegmenten. De bovenste achterlijfaanhangsels van de mannetjes zijn lang en tangvormig, de onderste bijna even lang en recht. De vrouwtjes hebben een relatief kleine legboor die niet voorbij het laatste achterlijfssegment uitsteekt.
In zithouding houden gewone pantserjuffers hun vleugels half gespreid, in tegenstelling tot andere juffers.

## Vliegtijd
De gewone pantserjuffer vliegt van eind mei tot in oktober, met een piek in juli en augustus.

## Gedrag en voortplanting
De eieren worden afgezet in stengels van oeverplanten. De dieren vormen meestal een tandem voor de paring en de eileg. Het vrouwtje boort met haar legboor gaatjes in de stengel, en plaatst vervolgens in ieder gaatje een eitje.

## Habitat
De gewone pantserjuffer is niet selectief, allerhande stilstaande wateren (vennen, vijvers, plassen) voldoen. Een uitbundige oevervegetatie (russen, biezen, zegge) is belangrijk.

## Verspreiding en voorkomen
De soort komt algemeen voor in Noord- en Midden-Europa en in Noord-Azië. Ze is een van de meest voorkomende libellen, en neemt eerder toe dan af.

## Verwante en gelijkende soorten
Buiten de gewone pantserjuffer zijn er in België en Nederland nog vier andere soorten pantserjuffers gekend: de houtpantserjuffer, de tangpantserjuffer, de tengere pantserjuffer en de zwervende pantserjuffer. Deze lijken sterk op elkaar, maar kunnen in principe onderscheiden worden door de vorm en kleur van het pterostigma en van de kleuren van het achterhoofd, het borststuk en het achterlijf. Enkel de tangpantserjuffer is moeilijker te onderscheiden, daarvoor moeten de achterlijfaanhangsels (bij mannetjes) of de legboor (bij vrouwtjes) vergeleken worden.
Buiten de pantserjuffers is er door de kenmerkende kleuren en de zithouding nauwelijks verwarring met andere juffers mogelijk.

## Bedreigingen en Bescherming
De gewone pantserjuffer wordt momenteel niet bedreigd.

## Afbeeldingen

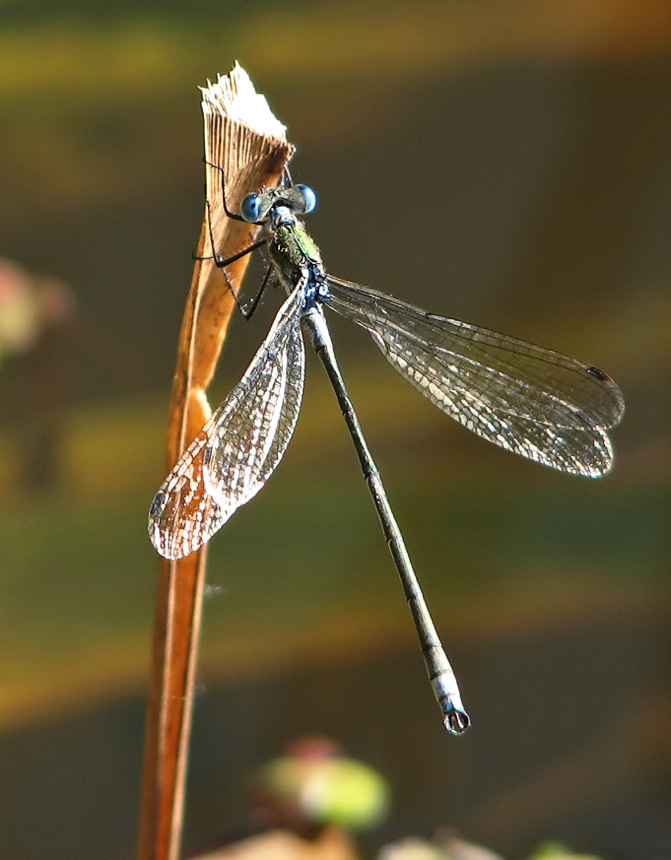
Gewone pantserjuffer, mannetje
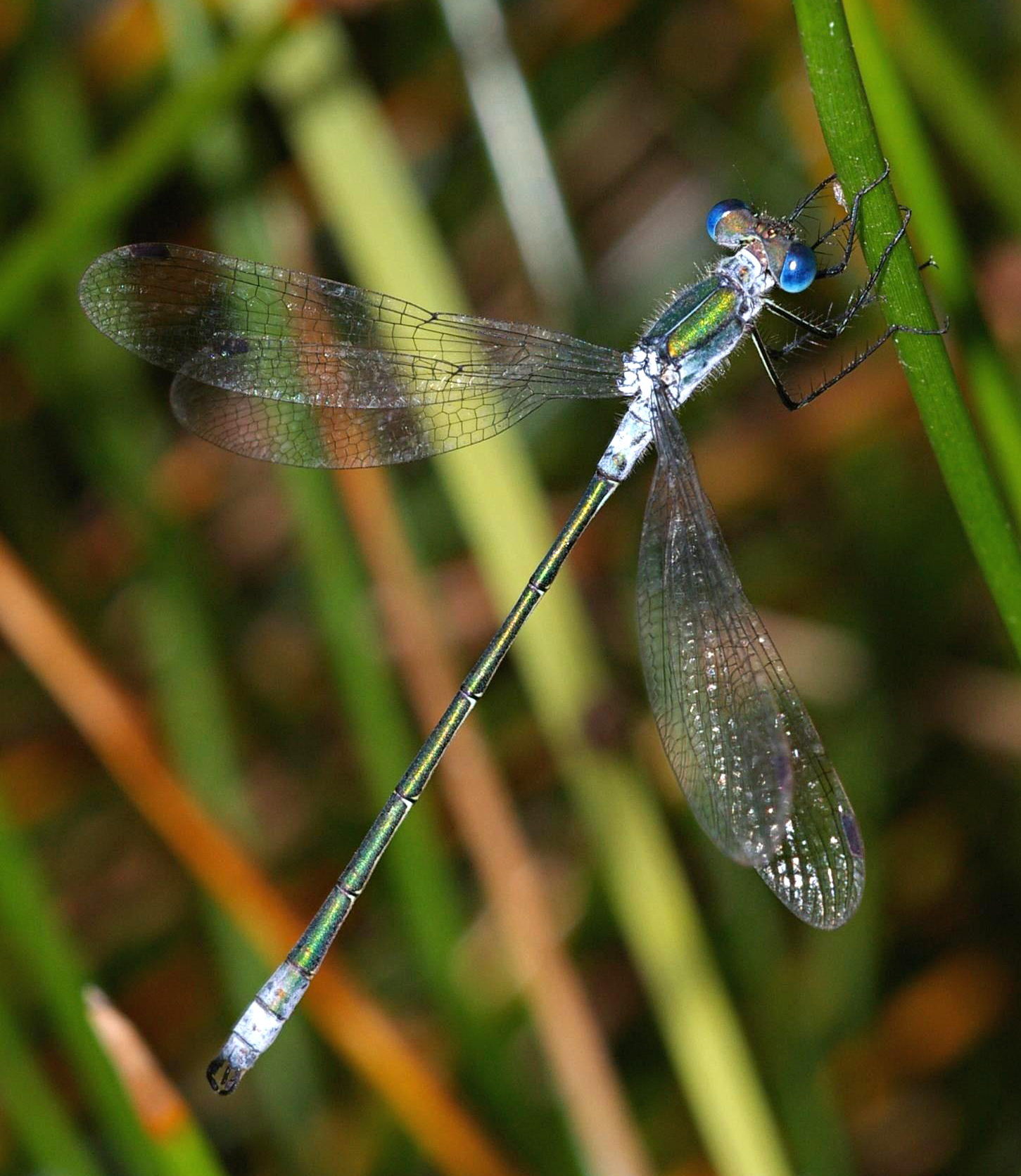
mannetje
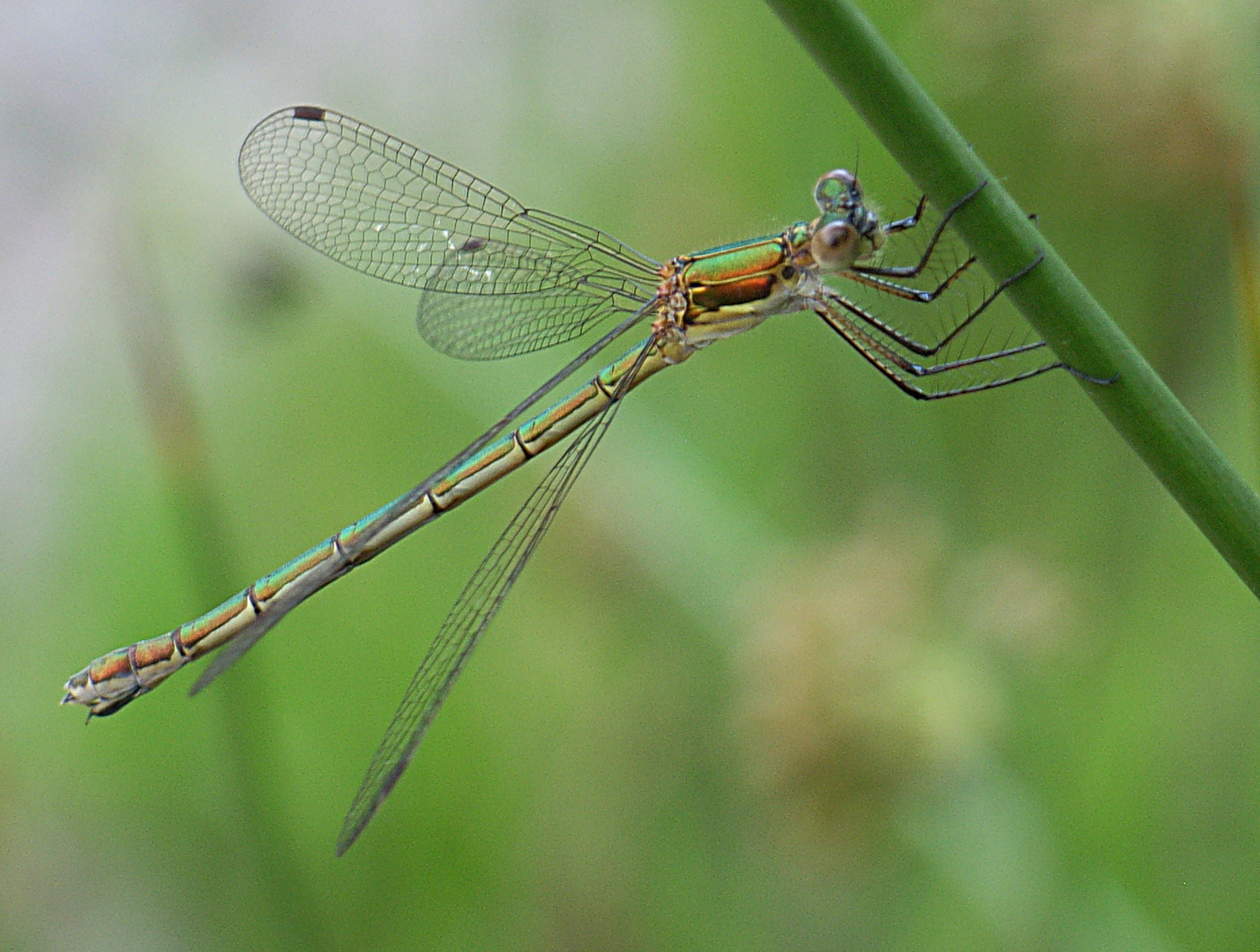
vrouwtje
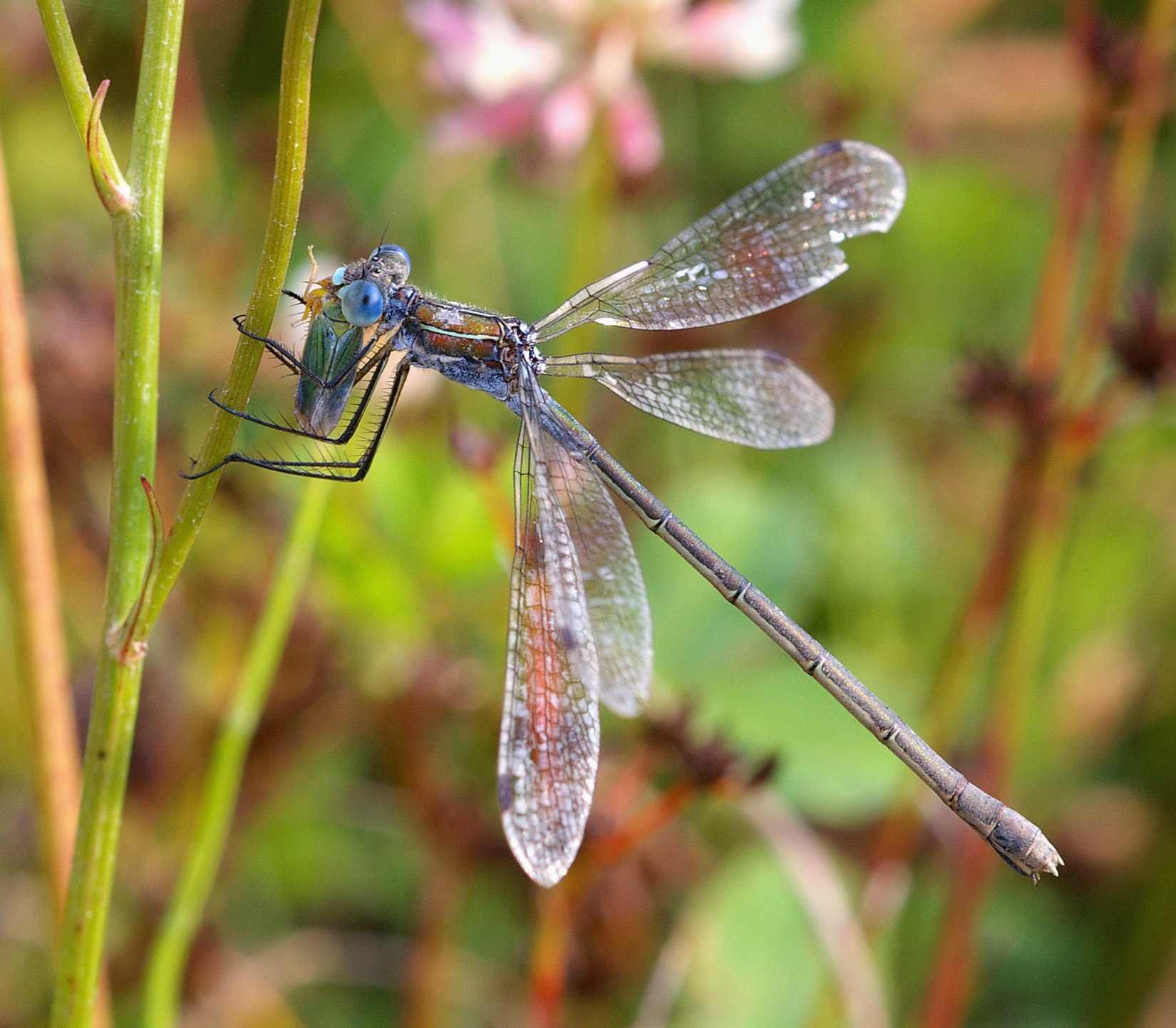
vrouwtje